# Гильберт, Людвиг Вильгельм
Людвиг Вильгельм Гильберт (нем. Ludwig Wilhelm Gilbert; 12 августа 1769, Берлин — 7 марта 1824, Лейпциг) — немецкий физик.

## Биография
Высшее образование и степень доктора философии получил в 1794 году в Университете Галле, где по окончании курса стал читать лекции по математике и физике. По смерти Грена, Гильберт заменил его, как профессора физики и химии и как редактора научного журнала «Gren’s Annalen der Physik». В 1811 г. принял приглашение Лейпцигского университета занять кафедру физики, на которой и оставался до самой смерти.
Ученые труды Гильберта касались самых разнообразных наук: географии («Handbuch für Reisende durch Deutschland»), истории математики («De natura, constitutione et historia matheseos primae etc.»), геометрии («Die Geometrie nach Legendre, Simpson etc.»), химии («Dissertatio historico-critica de mistiarum chemicarum simplicibus et perpetuis rationibus earumque legibus nuper detectis»), гигиене («Fur jeden verständliche Anweisung, wie man es anzufangen habe, um bei bösartigen Fieber-Epidemien aller Art sich gegen Ansteckung zu schützen») и проч.
Но главную его заслугу составило 26-летнее редактирование журнала, издававшегося сначала под заглавием «Gilbert’s Annalen d. Physik» (1798—1819), а потом «Gilbert’s Аnnalen d. Physik und der physikalischen Chemie» (1819—1824). Журнал сделался органом всех выдающихся европейских ученых того времени (Гумбольдта, Пуассона, Фурье, Хладни, Поггендорфа, Араго, Герапата, Сэбина, Соссюра и мн. др.) и летописью успехов физики и молодой тогда химии.
Гильберт был членом почти всех ученых обществ его времени.